# قشلاق صالح‌بیگ
قشلاق صالح‌بیگ روستایی از توابع بخش مرکزی در شهرستان سقز است که در استان کردستان ایران قرار دارد.

## جمعیت
این روستا در دهستان تموغه واقع شده و براساس سرشماری سال ۱۳۸۵، جمعیت آن ۲۹۲ نفر (۵۹ خانوار) بوده‌است.